# 郭祖超
郭祖超（1912年—1999年），男，江苏青浦（今属上海）人，中国卫生统计学家、医学教育家，曾任中国人民解放军第四军医大学教授、博士生导师。